# Яблонка (Великопольське воєводство)
Яблонка (пол. Jabłonka) — село в Польщі, у гміні Клечев Конінського повіту Великопольського воєводства.
Населення — 322 особи (2011).
У 1975-1998 роках село належало до Конінського воєводства.

## Демографія
Демографічна структура станом на 31 березня 2011 року:
|          | Загалом | Допрацездатний вік | Працездатний вік | Постпрацездатний вік |
| -------- | ------- | ------------------ | ---------------- | -------------------- |
| Чоловіки | 158     | 34                 | 101              | 23                   |
| Жінки    | 164     | 31                 | 88               | 45                   |
| Разом    | 322     | 65                 | 189              | 68                   |